# Hegezjasz
Hegezjasz (gr. Ηγησίας) – hellenistyczny filozof, niebezpośredni uczeń Arystypa, kontynuator szkoły cyrenajskiej, bliski cynizmowi. Żył w czasach Ptolemeusza I (IV-III w. p.n.e.).

Podobnie jak Arystyp uważał, że celem życia jest przyjemność. Zauważał jednak, że jest ona jedynie chwilowa, sporadyczna i subiektywna. Z tego powodu szczęście jest nieosiągalne, a głównym celem stał się brak smutku. Ponieważ śmierć uwalnia od cierpień, dopuszczalne jest samobójstwo. Z powodu skrajnego pesymizmu Hegezjasz otrzymał przydomek nawołującego do śmierci (πεισιθάνατος). Z Cycerona i innych źródeł dowiadujemy się, że wykłady Hegezjasza w Aleksandrii doprowadziły do tak wielu samobójstw jego słuchaczy, że Ptolemeusz Lagos zakazał ich kontynuowania.
Śmierć zatem uwalnia nas nie od dobrego, ale od złego, jeżeli się nad tym dobrze zastanowimy. Dowodził tego Hegezjasz ze szkoły cyrenaików tak wymownie, że król Ptolemeusz zakazał mu, jak powiadają, publicznie o tym z katedry mówić, dlatego że wielu jego słuchaczów zadało sobie śmierć. Mamy epigram Kallimacha na Kleombrota z Ambracji, który choć mu się nic złego nie przydarzyło skoczył z muru w morze, przeczytawszy tylko pismo Platona. Hegezjasza zaś, o którym wspomniałem, dzieło jest Ἀποκαρτερῶν (sam siebie głodem morzący) tak nazwane, że w nim pewnego człowieka, który postanowił przez powstrzymanie się od jedzenia odjąć sobie życie, jego przyjaciele od tego odwodzą, a on im odpowiadając, wylicza przykrości tego życia.
U Michela de Montaigne znajduje się następujący ustęp na temat Hegezjasza:
Podobną cechę miała odpowiedź Statyliusza Brutusowi, gdy ten starał się go wciągnąć do spisku przeciw życiu Cezara. Znalazł, iż przedsięwzięcie jest sprawiedliwe; ale nie uważał ludzi za wartych tego, aby sobie dla nich jakiś trud zadawać: zgodny w tym z nauką Hegezjasza, który powiadał: „Mędrzec nie powinien nic czynić, jeno dla siebie; ile że sam jeden godzien jest, aby dlań coś czyniono”; i z sądem Theodora, „iż nie jest sprawiedliwe, aby mędrzec narażał się dla dobra kraju i wystawiał na niebezpieczeństwo swą mądrość dla głupców”. Nasz ludzki stan jest równie śmieszny jak godny śmiechu.
F. Copleston prowadząc dywagacje nad tym, że cyrenaizm miał zostać wchłonięty przez epikureizm zauważa:
Czyż Epikur nie zgadzał się z Hegezjaszem cyrenaikiem, kładąc nacisk na nieobecność cierpienia, a i z Annikerisem, zalecając mędrcowi kultywowanie przyjaźni?